# Gewaltdarstellung
Die Gewaltdarstellung ist in Deutschland gemäß § 131 des Strafgesetzbuches (StGB) ein Vergehen, welches mit Freiheitsstrafe bis zu einem Jahr oder Geldstrafe bestraft wird. Nach § 131 StGB muss die Darstellung eine Gewaltverherrlichung oder Gewaltverharmlosung ausdrücken oder das Grausame oder Unmenschliche des Vorgangs in einer die Menschenwürde verletzenden Weise darstellen.

## Wortlaut
§ 131 StGB lautet seit dem 1. Januar 2021:
(1) Mit Freiheitsstrafe bis zu einem Jahr oder mit Geldstrafe wird bestraft, wer
1. einen Inhalt (§ 11 Abs. 3 StGB), die grausame oder sonst unmenschliche Gewalttätigkeiten gegen Menschen oder menschenähnliche Wesen in einer Art schildert, die eine Verherrlichung oder Verharmlosung solcher Gewalttätigkeiten ausdrückt oder die das Grausame oder Unmenschliche des Vorgangs in einer die Menschenwürde verletzenden Weise darstellt,
a) verbreitet oder der Öffentlichkeit zugänglich macht,
b) einer Person unter achtzehn Jahren anbietet, überlässt oder zugänglich macht oder
2. einen in Nummer 1 bezeichneten Inhalt (§ 11 Absatz 3) herstellt, bezieht, liefert, vorrätig hält, anbietet, bewirbt oder es unternimmt, diesen ein- oder auszuführen, um ihn im Sinne der Nummer 1 zu verwenden oder einer anderen Person eine solche Verwendung zu ermöglichen.
In den Fällen des Satzes 1 Nummer 1 ist der Versuch strafbar.
(2) Absatz 1 gilt nicht, wenn die Handlung der Berichterstattung über Vorgänge des Zeitgeschehens oder der Geschichte dient.

## Tatbestandsmerkmale
Geschützes Rechtsgut ist nach überwiegender Ansicht der
- öffentliche Friede[2]

Dieses Rechtsgut umfasst bereits selbst ein Bündel von Rechtgütern, somit ist eine Überlagerung zu anderen Rechtgütern immanent. Als überlagerte Rechtsgüter kommen insbesondere in Betracht:
- Jugendschutz
- Schutz der abstrakten Menschenwürde
- Die körperliche Unversehrtheit des Einzelnen

Der Jugendschutz als Schutzgut ist insofern problematisch, als die Verbotsnorm nicht im Jugendschutzgesetz normiert wurde und sich die Bestrafung auch gegen die Verbreitung an Erwachsene richtet.
Jugendgefährdend sind Gewaltdarstellungen zum Beispiel, wenn
- Gewalt verherrlicht wird (detaillierte, zum Selbstzweck dargestellte Mord-, Folter- und brutale Gewaltszenen (zum Beispiel Snuff-Filme, Happy-Slapping-Angriffe, Killerspiele die kaltblütiges, barbarisches Töten, sowie Terrorismus und Kriegshandlungen verherrlichen))
- Gewalt als mögliches Konfliktlösungsmittel dargestellt wird
- Selbstjustiz in Form von Gewalt als angemessenes und bestes Mittel zur Durchsetzung von Recht dargestellt wird

## Tatbestandsausschlüsse
- Pressefreiheit (Abs. 3): Handlungen, die der Berichterstattung über Vorgänge des Zeitgeschehens oder der Geschichte dienen, sind vom Tatbestand ausgeschlossen (Artikel 5 GG).
- Erzieherprivileg (Abs. 4): Wenn der zur Sorgeberechtigte handelt, ist Absatz 1 Nr. 3 nicht anzuwenden, es sei denn, dass er die Erziehungspflicht gröblich verletzt.
- Kunstfreiheit: Schilderungen von Gewalttätigkeiten können als Kunstwerke anerkannt werden. Sie genießen den Schutz nach Art. 5 Abs. 3 GG.

## „Zombie-Urteil“ 1992 und Novelle 2003

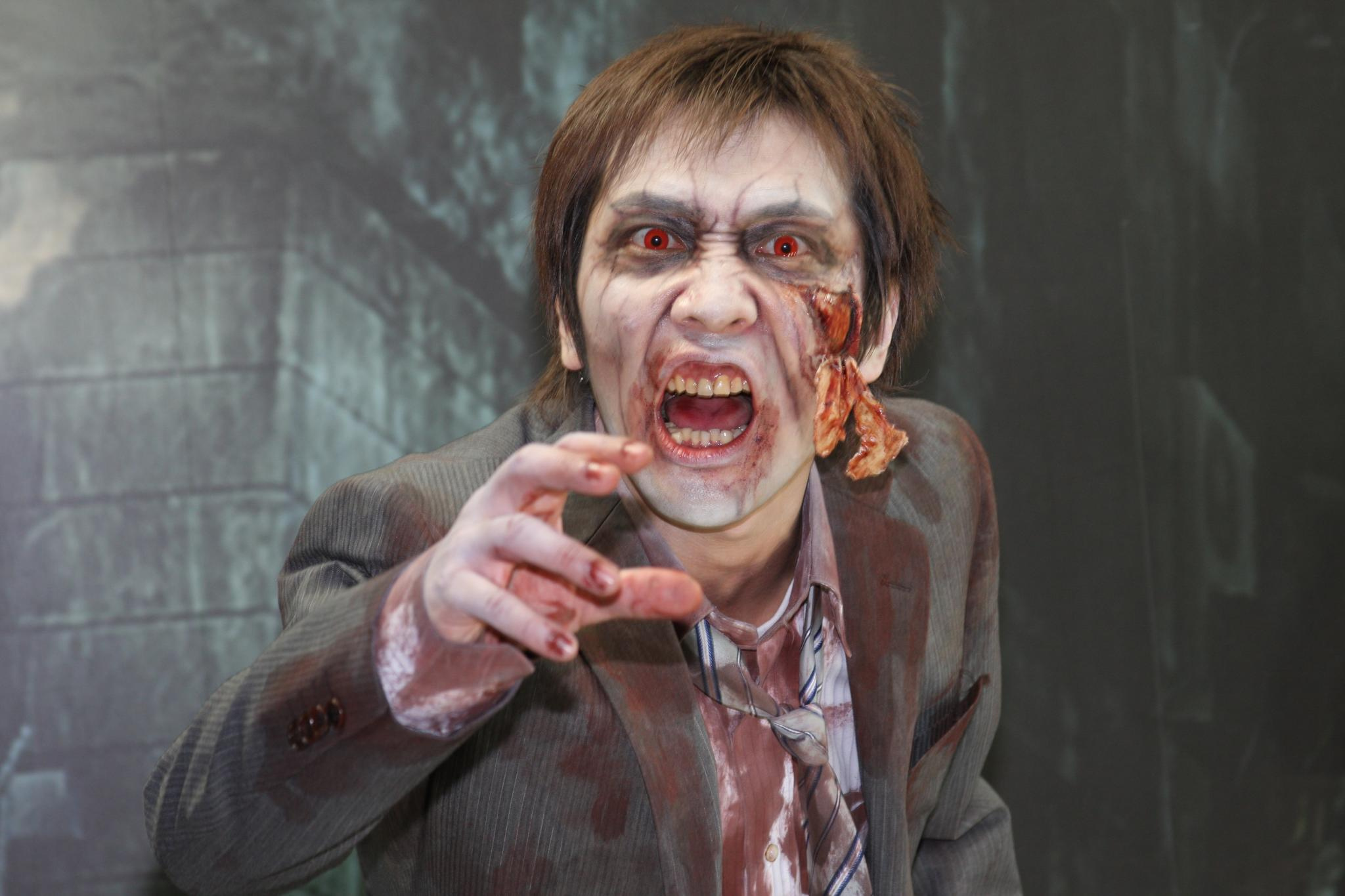
Zombies sind „menschenähnliche Wesen“.

Ursprünglich bezog sich der § 131 StGB nur auf Gewaltdarstellung gegen Menschen. Zum Fall des Horrorfilms Tanz der Teufel, der wegen seiner drastischen Gewaltdarstellungen beschlagnahmt worden war, urteilte das Bundesverfassungsgericht 1992, dass der Film wieder freizugeben sei. In ihrer Entscheidung führten die Verfassungsrichter aus, dass der Begriff „Mensch“ im StGB unmissverständlich an den „biologischen Begriff des Menschen“ geknüpft sei und es das strafrechtliche Analogieverbot nicht erlaube, ihn dahin auszulegen, dass er auch „der Phantasie entsprungene, menschenähnliche Wesen“ umfasst, also etwa die Zombies gleichzustellenden Besessenen im verhandelten Film. In der Folge des „Zombie-Urteils“ konnten Gerichte kaum noch gegen Gewaltvideos vorgehen, wenn die Opfer der fiktionalen Gewalt nicht als Menschen kenntlich waren.
Dies änderte sich, als der Deutsche Bundestag am 27. Dezember 2003 mit Wirkung zum 1. April 2004 die Ergänzung des § 131 StGB um ein weiteres Tatbestandsmerkmal beschloss: seither ist die Darstellung von Gewalt gegen Menschen jener gegen „menschenähnliche Wesen“ rechtlich gleichgestellt. Seit der Novellierung des Paragraphen ist nicht mehr entscheidend, ob die Opfer in der Fiktion als „Androiden“, „künstliche Menschen“, „Außerirdische“, „Untote“ oder dergleichen deklariert werden, sondern ob sie nach objektiven Maßstäben ihrer äußeren Gestalt nach Ähnlichkeit mit dem Menschen aufweisen. Ebenso fallen seither auch gezeichnete oder in Form elektronischer Spezialeffekte dargestellte Menschen unter § 131 StGB.

## Gesetzesinitiative zum Verbot von „Killerspielen“
Die bayerische Staatsregierung legte nach einer entsprechenden Ankündigung vom Dezember 2006 Anfang 2007 eine Bundesratsinitiative zum Verbot von Computerspielen mit gewalttätigen Inhalten, die sie als „Killerspiele“ bezeichnete, vor, wonach ein neuer § 131a des Strafgesetzbuches (Virtuelle Killerspiele) eingefügt werden sollte. Im Entwurf heißt es: Mit Freiheitsstrafe bis zu einem Jahr oder mit Geldstrafe wird bestraft, wer Spielprogramme, die grausame oder sonst unmenschliche Gewalttätigkeiten gegen Menschen oder menschenähnliche Wesen darstellen und dem Spieler die Beteiligung an dargestellten Gewalttätigkeiten solcher Art ermöglichen,
1. verbreitet,
2. öffentlich zugänglich macht,
3. einer Person unter achtzehn Jahren anbietet, überlässt oder zugänglich macht oder
4. herstellt, bezieht, liefert, vorrätig hält, anbietet, ankündigt, anpreist, einzuführen oder auszuführen unternimmt, um sie im Sinne der Nummern 1 bis 3 zu verwenden oder einem anderen eine solche Verwendung zu ermöglichen.

Die bis dahin noch immer unerledigte Vorlage dieses Gesetzesentwurfs wurde 2014 im vereinfachten Verfahren für erledigt erklärt; eine entsprechende Gesetzesänderung gab es nicht.

## Vorschriften aus dem JuSchG und JMStV zu § 131 StGB (Auszüge)

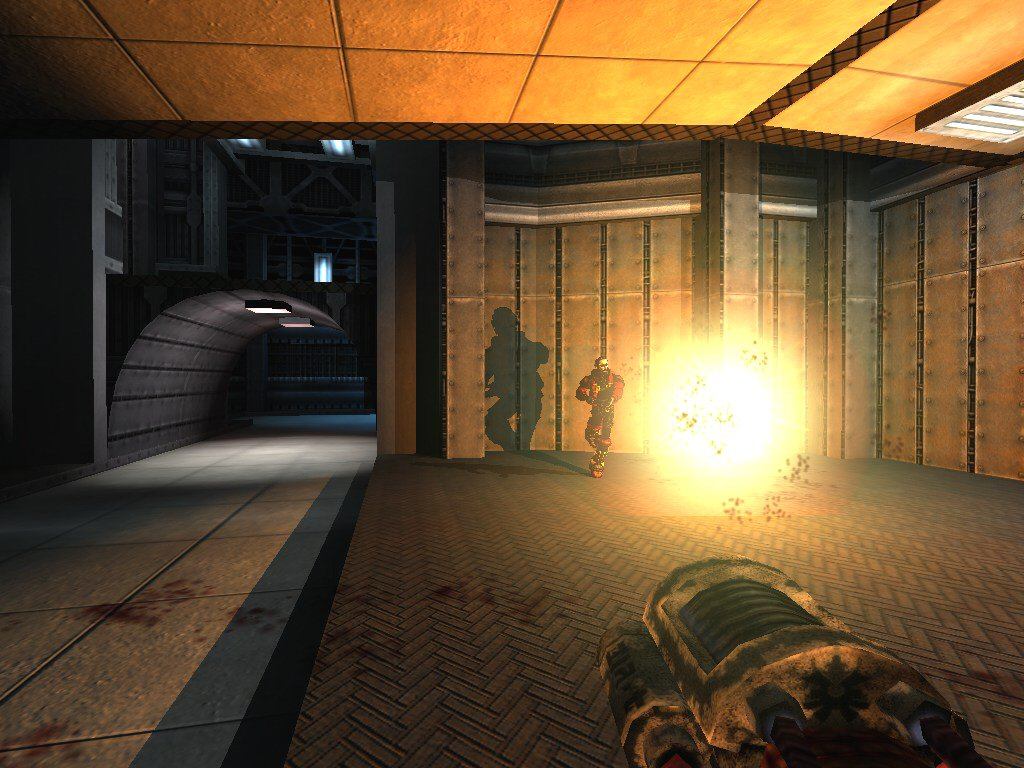
Ego-Shooter

Verboten sind nicht nur solche Medien, die von § 131 StGB erfasst sind. Bilder, Filme oder Texte mit Gewaltinhalten, die für Kinder und Jugendliche gefährlich sind, unterliegen auch den gesetzlichen Beschränkungen des Jugendschutzgesetzes und Jugendmedienschutz-Staatsvertrages (JMStV).

### Jugendschutzgesetz (JuSchG)
§ 15 JuSchG (Jugendgefährdende Trägermedien) lautet:
- (1) Trägermedien, deren Aufnahme in die Liste jugendgefährdender Medien nach § 24 Abs. 3 Satz 1 bekannt gemacht ist, dürfen nicht

1. einem Kind oder einer jugendlichen Person angeboten, überlassen oder sonst zugänglich gemacht werden,
2. –7. …

- (2) Den Beschränkungen des Absatzes 1 unterliegen, ohne dass es einer Aufnahme in die Liste und einer Bekanntmachung bedarf, schwer jugendgefährdende Trägermedien, die

1. einen der in § 86, § 130, § 130a, § 131 oder § 184 des Strafgesetzbuches bezeichneten Inhalte haben,
2. den Krieg verherrlichen,
3. Menschen, die sterben oder schweren körperlichen oder seelischen Leiden ausgesetzt sind oder waren, in einer die Menschenwürde verletzenden Weise darstellen und ein tatsächliches Geschehen wiedergeben, ohne dass ein überwiegendes berechtigtes Interesse gerade an dieser Form der Berichterstattung vorliegt.
4. Kinder oder Jugendliche in unnatürlicher, geschlechtsbetonter Körperhaltung darstellen oder
5. offensichtlich geeignet sind, die Entwicklung von Kindern oder Jugendlichen oder ihre Erziehung zu einer eigenverantwortlichen und gemeinschaftsfähigen Persönlichkeit schwer zu gefährden.

§ 18 JuSchG (Liste jugendgefährdender Medien) lautet:
- (1) Träger- und Telemedien, die geeignet sind, die Entwicklung von Kindern oder Jugendlichen oder ihre Erziehung zu einer eigenverantwortlichen und gemeinschaftsfähigen Persönlichkeit zu gefährden, sind von der Bundesprüfstelle für jugendgefährdende Medien in eine Liste jugendgefährdender Medien aufzunehmen. Dazu zählen vor allem unsittliche, verrohend wirkende, zu Gewalttätigkeit, Verbrechen oder Rassenhass anreizende Medien.
- (2) Die Liste ist in vier Teilen zu führen.

1. In Teil A (Öffentliche Liste der Trägermedien) sind alle Trägermedien aufzunehmen, soweit sie nicht den Teilen B, C oder D zuzuordnen sind;
2. in Teil B (Öffentliche Liste der Trägermedien mit absolutem Verbreitungsverbot) sind, soweit sie nicht Teil D zuzuordnen sind, Trägermedien aufzunehmen, die nach Einschätzung der Bundesprüfstelle für jugendgefährdende Medien einen in § 86, § 130, § 130a, § 131 oder § 184 Abs. 3 oder 4 des Strafgesetzbuches bezeichneten Inhalt haben;
3. in Teil C (Nichtöffentliche Liste der Medien) sind diejenigen Trägermedien aufzunehmen, die nur deshalb nicht in Teil A aufzunehmen sind, weil bei ihnen von einer Bekanntmachung der Aufnahme in die Liste gemäß § 24 Abs. 3 Satz 2 abzusehen ist, sowie alle Telemedien, soweit sie nicht Teil D zuzuordnen sind;
4. in Teil D (Nichtöffentliche Liste der Medien mit absolutem Verbreitungsverbot) sind diejenigen Trägermedien, die nur deshalb nicht in Teil B aufzunehmen sind, weil bei ihnen von einer Bekanntmachung der Aufnahme in die Liste gemäß § 24 Abs. 3 Satz 2 abzusehen ist, sowie diejenigen Telemedien aufzunehmen, die nach Einschätzung der Bundesprüfstelle für jugendgefährdende Medien einen in § 86, § 130, § 130a, § 131 oder § 184 Abs. 3 oder 4 des Strafgesetzbuches bezeichneten Inhalt haben.

- (2) – (4) …
- (5) Medien sind in die Liste aufzunehmen, wenn ein Gericht in einer rechtskräftigen Entscheidung festgestellt hat, dass das Medium einen der in § 86, § 130, 130a, § 131 oder § 184 des Strafgesetzbuches bezeichneten Inhalte hat.

### Liste jugendgefährdender Medien nach § 18 JuSchG
In der Bundesrepublik Deutschland führt die Bundesprüfstelle für jugendgefährdende Medien (BPjM) eine Liste in der zum einen die als jugendgefährdend eingestuften Medien (Indizierungen) und zum anderen Medien, die nach einem Gerichtsbeschluss beschlagnahmt oder eingezogen wurden, aufgeführt werden. Diese Liste wird regelmäßig in dem amtlichen Mitteilungsblatt BPjM-aktuell veröffentlicht.
Die Liste ist in verschiedene Listenteile, und diese wiederum in verschiedene Indices, unterteilt:
| Listenteile       | Index | |
| ----------------- | --- | --------------------------------------------------------------------------------------------------- |
| A, B, E           | gemäß § 18 Abs. 2 Nr. 1 und 2 JuSchG | gemäß § 18 Abs. 2 Nr. 1 und 2 JuSchG                                                                |
| A, B, E           | Liste A: Medien sind jugendgefährdend Liste B: Medien für die die weitergehende Verbreitungsverbote nach StGB gelten (nach Ansicht der BPjM) Liste E: Einträge vor dem 1. April 2003 | |
| A, B, E           | 1 | Filme (2.946 Titel)                                                                                 |
| A, B, E           | 2 | Spiele (448 Titel)                                                                                  |
| A, B, E           | 3 | Printmedien (797 Titel)                                                                             |
| A, B, E           | 4 | Tonträger (552 Titel)                                                                               |
| C, D              | gemäß § 18 Abs. 2 Nr. 3 und 4 JuSchG (werden nicht veröffentlicht) | gemäß § 18 Abs. 2 Nr. 3 und 4 JuSchG (werden nicht veröffentlicht)                                  |
| C, D              | Liste C: Alle indizierten Telemedien, die jugendgefährdend sind und bestimmten Verbreitungsverboten des § 4 Jugendmedienschutz-Staatsvertrag (JMStV) unterliegen Liste D: Alle indizierten Telemedien, die möglicherweise strafrechtsrelevanten Inhalt haben und für die weitergehende Verbreitungsverbote nach StGB gelten. | |
| C, D              | 5 | Telemedien (Online-Angebote) (1.157 Titel)                                                          |
| C, D              | 6 | Trägermedien (Flugblatt) (1 Titel)                                                                  |
| Sonderübersichten | Beschlagnahmung/Einziehungen, soweit sie der BPjM mitgeteilt wurden | Beschlagnahmung/Einziehungen, soweit sie der BPjM mitgeteilt wurden                                 |
| Sonderübersichten | 7 | Beschlagnahmen Bundesweit nach §§ 86a, 130, 130a StGB (112 Titel)                                   |
| Sonderübersichten | 8 | Beschlagnahmen Bundesweit nach § 131 StGB (278 Titel)                                               |
| Sonderübersichten | 9 | Beschlagnahmen Bundesweit nach § 184 III StGB, seit 1. April 2004 §§ 184a und 184b StGB (183 Titel) |
| Sonderübersichten | 10 | Beschlagnahmen Bundesweit nach §§ 185, 187 StGB (3 Titel)                                           |
| Sonderübersichten | Vorausindizierungen/aktuelle Indizierungen (Trägermedien) | Vorausindizierungen/aktuelle Indizierungen (Trägermedien)                                           |
| Sonderübersichten | 11 | Vorausindizierungen Trägermedien                                                                    |
| Sonderübersichten | 12 | Aktuelle Indizierungen Trägermedien (im Erscheinungsmonat des BPjM-Aktuell indiziert Trägermedien)  |

Die Zahlen sind vom 30. Juni 2006.

### Jugendmedienschutz-Staatsvertrag (JMStV)
§ 4 JMStV (Unzulässige Angebote) lautet:
(1) Unbeschadet strafrechtlicher Verantwortlichkeit sind Angebote unzulässig, wenn sie
- 1.–4. …
- 5. grausame und sonst unmenschliche Gewalttätigkeiten gegen Menschen in einer Art schildern, die eine Verherrlichung oder Verharmlosung solcher Gewalttätigkeiten ausdrückt oder die das Grausame oder Unmenschliche des Vorgangs in einer die Menschenwürde verletzenden Weise darstellt; dies gilt auch bei virtuellen Darstellungen,
- 6.–7. …
- 8. gegen die Menschenwürde verstoßen, insbesondere durch die Darstellung von Menschen, die sterben oder schweren körperlichen oder seelischen Leiden ausgesetzt sind oder waren, wobei ein tatsächliches Geschehen wiedergegeben wird, ohne dass ein berechtigtes Interesse gerade für diese Form der Darstellung oder Berichterstattung vorliegt; eine Einwilligung ist unbeachtlich,
- 9.–11.

In den Fällen der Nummern 1 bis 4 und 6 gilt § 86 Abs. 3 des Strafgesetzbuches, im Falle der Nummer 5 § 131 Abs. 3 des Strafgesetzbuches entsprechend.

## Erfasste Delikte in der polizeilichen Kriminalstatistik
|      | Anzahl der Delikte (§ 131 StGB) in Deutschland (PKS 2003–2014) |
| 2003 | 282                                                            |
| 2004 | 238                                                            |
| 2005 | 329                                                            |
| 2006 | 705                                                            |
| 2007 | 891                                                            |
| 2008 | 661                                                            |
| 2009 | 408                                                            |
| 2010 | 265                                                            |
| 2011 | 185                                                            |
| 2012 | 170                                                            |
| 2013 | 205                                                            |
| 2014 | 240                                                            |

In der deutschen polizeilichen Kriminalstatistik (PKS) wurden 2014 insgesamt 240 Delikte erfasst. Die Fallzahlen der letzten Jahre können der nebenstehenden Tabelle entnommen werden.
Anhand von Statistiken (Polizeiliche Kriminalstatistik, Verurteiltenstatistik usw.) lässt sich das genaue Ausmaß der Delikte nicht ermitteln. Wegen unterschiedlicher Erfassungszeiträume/-daten und anderen Einflussfaktoren sind diese Statistiken in Deutschland nicht vergleichbar.